# 新西武自動車販売
新西武自動車販売株式会社（しんせいぶじどうしゃはんばい、NEW SEIBU MOTOR SALES CO.,LTD.）は、かつて存在した輸入車販売会社である。セゾングループの一企業として、フランス車、シトロエンの輸入・販売を行っていたが2002年（平成14年）に解散した。

## 概要
それまでシトロエン、プジョー、サーブなどを取り扱っていた輸入乗用車販売会社、西武自動車販売は1995年（平成7年）、アメリカ・クライスラーの日本法人に吸収合併されて、「クライスラージャパンセールス」となった。この際、「クライスラージャパンセールス」は、クライスラーの乗用車、ジープの販売会社となったことから、シトロエンの輸入販売を目的に別途設立されたのが新西武自動車であった。
新西武はマツダ（ユーノス）がシトロエン車販売から撤退しても、総輸入代理店として、エクザンティア・XMなどシトロエン各車の販売を続けたが、2002年（平成14年）4月、シトロエンが日本法人「シトロエン・ジャポン」を設立すると、輸入権をシトロエンジャポンに移行させ、新西武はシトロエン事業から撤退し、会社は解散された。